# 캐머런 벤더
캐머런 벤더(Cameron Bender, 1974년 11월 20일 ~ )는 미국의 배우이다.

## 출연 작품
- 파인드 미 (2014년)
- 리딩 맨 (2013년)
- Commander and Chief (2012)
- 팜므파탈: 헌티드 (2011년)
- 이글스 인 더 치킨 쿠프 (2010년) - 토드 역
- 미스터 새드맨 (2009년)
- 어덜트 필름: 어 할리우드 테일 (2009년)
- 지구가 멈추는 날 2012 (2008) - 샘 역

### 텔레비전
- 미스트리스 (2013)